# Kalimantanul de Est
Kalimantanul de Est (sau Kalimantan Timur) este o provincie ce ocupă o suprafață de 210.985 km2 din Indonezia, insula Borneo. Se află pe partea estică a insulei mărginindu-se cu statul Sarawak și Sabah, ce aparțin de Malaezia. Populația regiuni, 2.940.000 loc., este formată mai ales de malaezi și daiaci.
Cele mai mari orașe sunt capitala regiunii Samarinda și portul prin care se exportă petrolul, Balikpapan. Kalimantan Timur, muțumită zăcămintelor de petrol și gaz natural, este una cele mai dezvoltate regiuni ale Indoneziei. Pe lângă aceste resurse naturale s-au descoperit în munți zăcăminte de aur, cărbuni și diamant. La fel de importante sunt și resursele de lemn, exploatarea forestieră intensivă periclitând flora și fauna regiunii.
După procesul de islamizare din secolul al XV-lea s-au format patru sultanate. În 1844 are loc colonizarea olandeză, urmat de o ocupare japoneză (1941–45). După război, cele patru sultanate au aderat la o conferație, ca în 1957 să devină provincie a Indoneziei.
1. ↑  East Kalimantan Province  Administrative Division Data and Code 2015[*] Verificați valoarea |titlelink= (ajutor)
2. ↑  Kalimantan Timur, Indonesian Minister of Home Affairs Decree 100.1.1-6117 Of 2022[*], p. 2744